# ギャルサー
ギャルサーとは、ギャルたちが作っているサークル（ギャルのサークル）を短く省略した略語である。ギャルサーの中には、規律の厳しいサークルもある。例：後輩に対しても敬語を使う、サークル加入時に面接試験を実施する等。
通称はギャルサーとなっているが、その中には男女混合のサークルも実在する。
ギャルサーには、カフェや喫茶店に集まって会話を楽しむ和み系、クラブでパラパラやトランスを踊ることを活動の中心とする踊り系、イベントの企画・運営を行うイベント系の3種類がある。
ギャルサーに所属している人のことを「サー人」という。 
ギャルサーの運営にはインターネット上のサービスが使われることがある。ギャルサーのホームページは、魔法のiらんどなどのケータイ小説サイト上に作成されることが多く、メンバーの募集にソーシャル・ネットワーキング・サービスのmixiが用いられることがある。

## 歴史
2000年代初頭からギャル同士が組んだ会合が徐々に発展し、正式なサークル活動と化していた。当初はギャル系雑誌（Popteenなど）で紹介された。
2006年には、ギャルサーをベースとしたテレビドラマ「ギャルサー」も放送された。